# Sodoku
Bệnh nhiễm độc do chuột cắn còn gọi là bệnh Sodoku (được ghép 2 từ tiếng Nhật, Sodoku/鼠毒, so = chuột, doku = nhiễm độc) do nhiễm xoắn khuẩn mang tên Spirillum minus một dạng nhiễm độc do xoắn khuẩn từ máu của bệnh nhân nguyên nhân lây từ vết cắn của chuột. Bệnh có thời gian ủ bệnh trong vòng từ 5 ngày-4 tuần. Khi khởi phát, bệnh nhân có biểu hiện sốt cao 39-40 °C, ớn lạnh, sốt thành từng cơn, không có tính chu kỳ.
Ở chỗ bị cắn, các tổn thương ngoài da có thể tự khỏi, nhưng phần lớn các trường hợp xuất hiện ban, xuất huyết hoại tử tại chỗ và có phản ứng của hạch khu vực. Trong quá trình bị bệnh, bệnh nhân có thể có các biểu hiện đau cơ, đau khớp, viêm khớp. Trong trường hợp nặng, bệnh nhân có thể đau đầu, ảo giác, mê sảng dẫn đến hôn mê. Đây là một hình thái của bệnh sốt chuột cắn (RBF).

## Đại cương
Chuột còn truyền bệnh Sodoku cho người bị cắn, do một loại xoắn khuẩn có tên là Spirillum minus gây ra. Khi bị chuột mắc bệnh cắn phải, xoắn khuẩn sẽ theo nước bọt chuột xâm nhập cơ thể qua vết cắn.Chỗ cắn bị viêm rồi dần dần bị loét, kèm theo nổi hạch ở vùng lân cận. Xoắn khuẩn, lan tràn khắp cơ thể rồi cư trú trong các cơ quan như gan, thận, thượng thận, tinh hoàn, buồng trứng. Từ đây, xoắn khuẩn sẽ vào máu từng đợt gây ra các đợt sốt. Nếu bệnh diễn biến nặng, không điều trị kịp thời, có thể bị biến chứng như viêm màng não, nhồi máu cơ tim, viêm gan, viêm màng phổi, viêm mào tinh hoàn, thiếu máu nặng.
Thời kỳ ủ bệnh của bệnh Sodoku thường từ 5 ngày đến 4 tuần. Khởi phát đột ngột với biểu hiện sốt cao (39 - 40 độ), ớn lạnh, sốt thành từng cơn, sốt không có tính chu kỳ. Sự tái phát cơn sốt có thể xuất hiện vài lần trong vòng từ 1 đến 3 tháng. Các dấu hiệu ngoài da là các ban sẩn xuất huyết, có xu hướng dính liền với nhau, thường tập trung ở da đầu, mặt và nửa thân trên. Ở chỗ bị cắn, các tổn thương ngoài da có thể tự khỏi, nhưng phần lớn các trường hợp xuất hiện ban xuất huyết hoại tử tại chỗ và có phản ứng của hạch khu vực. 

## Dịch tễ
Spirillum minus thường gây bệnh sốt do chuột cắn ở châu Á, một vài ca bệnh rải rác được báo cáo ở châu Úc, châu Phi, châu Mỹ và châu Âu. Spirillum minus được tìm thấy ở cơ lưỡi của các loài chuột, chó, mèo hoàn toàn khỏe mạnh. Bệnh được lây một các tình cờ, trực tiếp qua các vết cắn hoặc vết cào, hoặc gián tiếp thông qua tiếp xúc, hoặc ăn các thức ăn có lẫn nước tiểu của chuột chứa mầm bệnh.
Đến 25% số chuột được xét nghiệm có mang Spirillum minus. Trong quá trình bị bệnh, bệnh nhân có thể có các biểu hiện đâu cơ, đau khớp và thường diễn biến dẫn tới viêm khớp. Trong những trường hợp nặng, bệnh nhân có thể có các dấu hiệu của hệ thống thần kinh: đau đầu, ảo giác, mê sảng dẫn đến hôn mê. Nếu bệnh nhân không được điều trị, bệnh kéo dài thường 1 đến 2 tháng và gây ra tỷ lệ tử vong khoảng 6 đến 10%.

## Lâm sàng
Thời kỳ ủ bệnh của bệnh Sodoku thường từ 5 ngày đến 4 tuần. Khởi phát đột ngột với biểu hiện sốt cao (390C - 400C), ớn lạnh, sốt thành từng cơn, sốt không có tính chu kỳ, xen kẽ là thời kỳ không sốt là những biểu hiện thường thấy ở các bệnh nhân bị chuột cắn gây ra bởi Spirillum minus. Sự tái phát cơn sốt có thể xuất hiện vài lần trong vòng từ 1 đến 3 tháng. Các dấu hiệu ngoài da là các ban sẩn xuất huyết, có xu hướng dính liền với nhau, thường tập trung ở da đầu, mặt và nửa thân trên.
Ở chỗ bị cắn, các tổn thương ngoài da có thể tự khỏi, nhưng phần lớn các trường hợp xuất hiện ban xuất huyết hoại tử tại chỗ và có phản ứng của hạch khu vực. Trong quá trình bị bệnh, bệnh nhân có thể có các biểu hiện đâu cơ, đau khớp và thường diễn biến dẫn tới viêm khớp.Trong những trường hợp nặng, bệnh nhân có thể có các dấu hiệu của hệ thống thần kinh: đau đầu, ảo giác, mê sảng dẫn đến hôn mê. Biến chứng có thể xảy ra: viêm nội tâm mạc, viêm màng não, nhồi máu cơ tim, viêm gan, viêm màng phổi, viêm mào tinh hoàn, thiếu máu nặng. Nếu bệnh nhân không được điều trị, bệnh kéo dài thường 1 đến 2 tháng và gây ra tỷ lệ tử vong khoảng 6 đến 10%.

## Chẩn đoán
Bệnh Sodoku thường được chẩn đoán bằng việc tìm thấy tác nhân gây bệnh ở trong máu, hạch lympho, vết thương bị cắn, ban trên da. Spirillum minus có thể được tìm thấy trên kính hiển vi nền đen, nhuộm Giemsa, nhuộm Wright hoặc nhuộm bạc. Vi khuẩn hình xoắn khuẩn ngắn, gram âm (rộng 0.2-0.5 µm và dài 3-5 µm), có lông roi ở hai đầu. Hiện nay vẫn chưa thể nuôi cây vi khuẩn trên môi trường nhân tạo. Trong trường hợp soi kính hiển vi không phát hiện được, máu hoặc dịch tại chỗ tổn thương có thể được cấy vào chuột, để phân lập Spirillum minus.